# Triari (oficial got)
Triari (en llatí: Triarius) va ser un oficial de l'exèrcit romà d'Orient d'origen ostrogot del segle V. Membre de la dinastia dels Amals, era pare del rei dels ostrogots de la Tràcia Teodoric Estrabó i parent dels nobles Videmir, Valamir i Teodomir. Una germana seva, de nom desconegut, va casar-se amb l'oficial alà Aspar.